# Expositurkirche Dunkelstein-Blindendorf

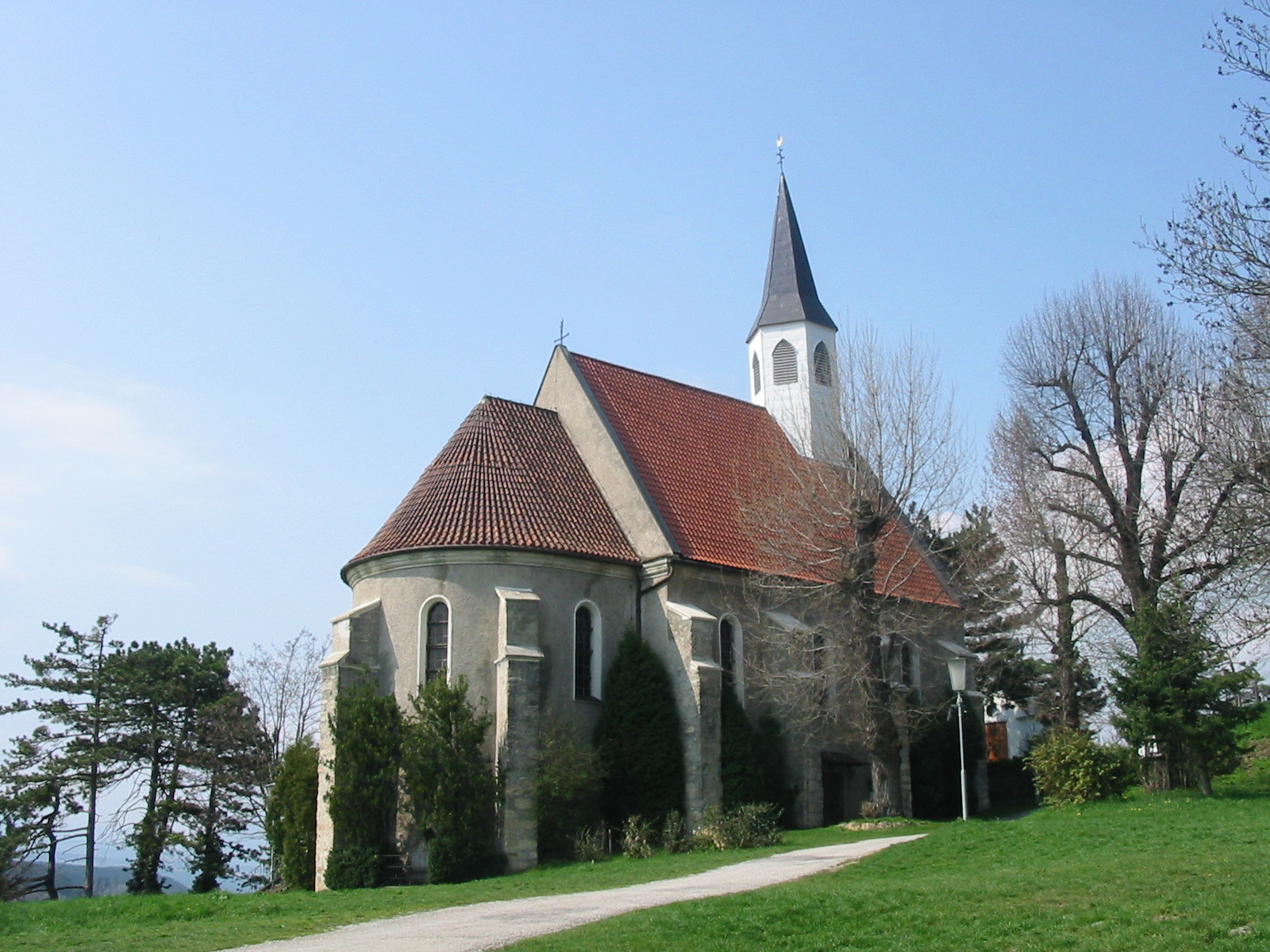
Kath. Expositurkirche Hll. Peter und Paul in Dunkelstein in Ternitz

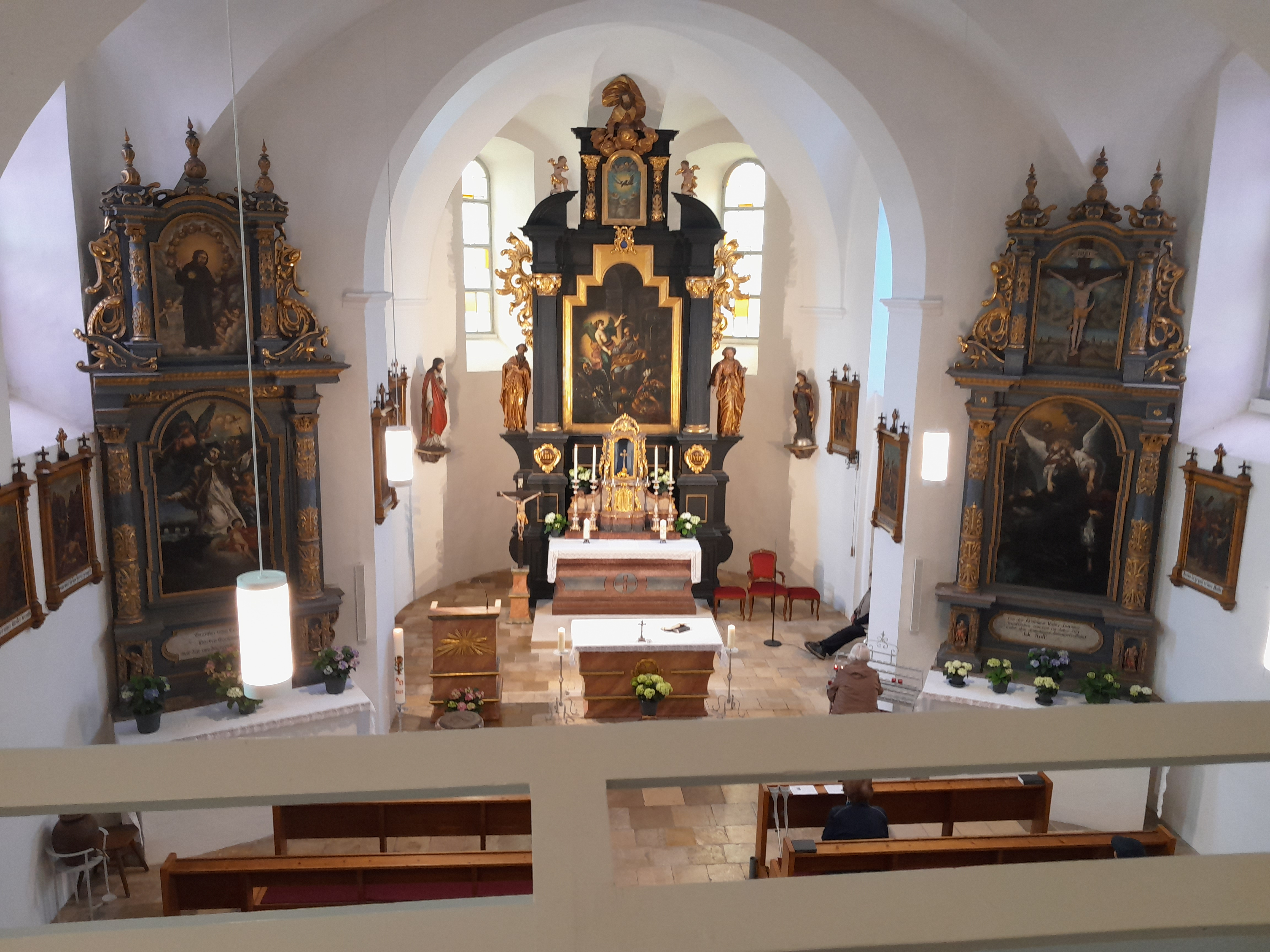
Kath. Expositurkirche Hll. Peter und Paul in Dunkelstein in Ternitz

Die römisch-katholische Expositurkirche Dunkelstein-Blindendorf steht im Stadtteil Dunkelstein in der Stadtgemeinde Ternitz im Bezirk Neunkirchen in Niederösterreich. Die den Heiligen Peter und Paul geweihte Expositurkirche der Pfarrkirche Wimpassing im Schwarzatale gehört zum Dekanat Gloggnitz im Vikariat Unter dem Wienerwald der Erzdiözese Wien. Die Kirche steht unter Denkmalschutz.

## Geschichte
Urkundlich wurde 1160 eine Kirche genannt. 1992 wurden Reste eines mittelalterlichen Friedhofes ergraben (siehe Ruine Dunkelstein).

## Architektur
Über einem mittelalterlichen Vorgängerbau steht ein barocker Saalbau. An das Langhaus schließt ein eingezogener, rund geschlossener Chor mit Stützpfeilern und schmalen rundbogigen Fenstern an. Die Westgiebelfront ist ungegliedert mit kleinen Rundfenstern und trägt darüber einen hexagonalen Dachreiter mit einem Pyramidenhelm.
Das dreijochige Langhaus unter einem Kreuzgratgewölbe hat eine Orgelempore mit korbbogigen, pfeilergestützten Arkaden und eine Brüstung mit Putzgliederung. Der Triumphbogen ist rundbogig. Der einjochige Chor hat ein Stichkappentonnengewölbe.

## Ausstattung
Der Hochaltar um 1700 mit einem säulengerahmten Retabelaufbau mit einem rechteckigen Auszug zeigt das Altarblatt Petri im Kerker aus dem 18. Jahrhundert. Die gleichartigen Seitenaltäre aus dem Ende des 17. Jahrhunderts zeigen links das Altarblatt Johannes Nepomuk und im Auszug Franziskus und rechts das Altarblatt Stigmatisation des hl. Franziskus und im Auszug ein Relief Kruzifix vor gemalter Stadtkulisse.
Die Orgel mit 6 Registern auf einem Manual und Pedal baute Franz Ullmann 1875.